# Хидродинамика
Хидродинамиката (от гръцки – движение на водата) е раздел от механиката, който изучава законите за движението на течностите под действието на външни сили и изследва механичните взаимодействия между течността и отделените от нея твърди тела.
През първото десетилетие на XVII век Блез Паскал формулира първите теории на хидродинамиката. Името на раздела произлиза от труда на Даниел Бернули Hydrodynamica (1738). Той и Леонард Ойлер съставят главните уравнения на хидродинамиката.
Опитите били продължени от Жозеф Луи Лагранж, Жан Даламбер, Пиер-Симон Лаплас, който повлиява на уравненията за потенциален поток, Херман фон Хелмхолц и Уилям Томсън (Лорд Келвин).